# Centre Bell
Centre Bell, tidligere kendt som Centre Molson, er en sportsarena i Montreal i Québec, Canada, der er hjemmebane for NHL-holdet Canadiens de Montréal. Arenaen har plads til ca. 21.500 tilskuere, og blev indviet 16. marts 1996.